# Saida Gunba
Saida Gunba (georgiska: საიდა გუმბა), född den 30 augusti 1959 i Suchumi, Abchazien, död den 24 november 2018, var en sovjetisk friidrottare inom spjutkastning.
Hon tog OS-silver i spjutkastning vid friidrottstävlingarna 1980 i Moskva.